# Demokrati
Demokrati (oldgræsk: δημοκρατία, romaniseret dēmokratía, dēmos 'folk' og kratos 'vælde') eller folkestyre er et politisk system, hvor magten ligger hos folket. I en moderne forståelse af begrebet skelnes mellem styreform og holdning (livssyn).
Demokrati betyder folkestyre. Det lyder umiddelbart enkelt – folket skal styre – men det viser sig hurtigt, at der opstår uenighed, både blandt teoretikere og politikere, når det skal bestemmes, hvad der forstås ved Demos, "folket", og ved Kratos, "magt". Ikke mindst hvilke forudsætninger, der er nødvendige, for at demokratiet skal kunne fungere efter sin hensigt. Selv om ordet ”demokrati” anvendes hyppigt i politiske diskussioner og den offentlige debat, tillægges ordet forskellige betydninger. En norsk undersøgelse, der blev gennemført i 1950’erne, kunne f.eks. påvise ikke mindre end 311 forskellige anvendelser af ordet "demokrati".

## Definitioner
Der er ikke konsensus om en definition, men lighed for loven, politiske frihedsrettigheder, som ytringsfrihed ( tale-, trykke- og forsamlingsfrihed) samt retssikkerhed er siden antikken blevet fremhævet som vigtige elementer i demokratiet.
En definition fra en dansk forsker, dr. polit Hans Aage, lyder således:
"Ved demokrati forstås simpelthen, at den enkelte har størst mulig indflydelse på sit eget liv
og at der findes institutioner, som gør det muligt for alle interesser frit at komme til orde og
blive konfronteret på en ligeværdig måde med henblik på at etablere en løsning."
Hans Aage (1984)
Demokratiets udformning reguleres i et samfund af de love, regler eller procedurer, der er gældende for det enkelte samfund. Som regel er de grundlæggende bestemmelser herom fastlagt i en grundlov eller forfatning. Der skelnes mellem forskellige former for demokrati, fx repræsentativt demokrati og deliberativt demokrati. Begrebet medborgerskab anvendes i debatten som et særligt perspektiv på demokratiets praksisformer.

## Den demokratiske styreform

### Baggrund
I alle samfund indtager borgerne på samme tid en dobbelt rolle:
1. Som del af samfundets suveræn, det vil sige indehavere af beslutningsretten med hensyn til samfundets love og styrelse, herunder forvaltningen af de værdier, samfundet er eller kommer i besiddelse af,
2. Som samfundets undersåtter, det vil sige som indbyggere bundne af de beslutninger, suverænen har truffet[8].

Allerede Aristoteles og siden Cicero skelnede mellem tre former for suverænitet, nemlig hvor denne er lagt i hånden på en enkelt (monarki, tyranni), på en mindre gruppe af indbyggere (aristokrati, oligarki – herunder teokrati) eller hvor denne befinder sig hos flertallet af indbyggere (politeia, demokrati). Denne skelnen mellem suverænitetens samling hos en enkelte, nogle få eller hos flertallet blev af samfundsrets-tænkere i det store og hele opretholdt gennem hele middelalderen og renæssancen frem til oplysningstiden.

### Former for demokrati
I forskningen er det, især med fremvæksten af politiske studier, almindeligt forekommende, at der skelnes mellem to grundformer for demokrati:
1. Det direkte demokrati, hvor beslutningerne blev taget direkte af folket. Denne form for demokrati kendes stadig i form af bindende folkeafstemninger, som afholdes i henhold til forfatningen.
2. Det repræsentative demokrati, hvor borgerne vælger et mindre antal folk (politikere) til at repræsentere sig, og disse repræsentanter tager så beslutningerne på borgernes vegne. Denne form for demokrati har ikke er nogen indbygget sikkerhed for, at de af folket valgte repræsentanter også i alle henseender afspejler folkeviljen. Antallet og arten af de beslutninger, suveræniteten i et samfund skal træffe, er mange og sammensatte, og det er derfor ikke sikkert, at de folkevalgte repræsentanter i ethvert spørgsmål fuldt ud afspejler den samlede befolknings indstilling. For i nogen grad at råde bod herpå kan der for et givet emne foretages meningsmålinger, for derved at give de folkevalgte indtryk af befolkningens stemning. Da de valgte politikere ikke kan forventes at være helt upåvirkede af folkestemningen, forventes det, at de i deres beslutninger vil tage hensyn til den stemning, der afspejler sig i sådanne meningsmålinger.

Der er også en implicit kontrol med folkevalgte politikere, i og med at de er valgt for en afgrænset periode. Hvis de afgiver deres stemme i strid med folkeviljen antages det, at de ikke opnår genvalg ved det følgende valg.
De to grundformer kan i praksis antage forskellige særformer. Sådanne særformer analyseres ofte på baggrund af følgende kriterier.
1. Valgmetode, hvor der i et repræsentativt demokrati skelnes mellem forholdstalsvalg og flertalsvalg i enkeltkredse.
2. Afstemningsform, hvor idealet er hemmelige, frie og lige afstemninger.
3. Retssikkerhed
4. Mindretalsbeskyttelse.[9]

### Retsstaten
I de moderne samfund vil demokratiet normalt være suppleret og begrænset af retsstatslige principper for at undgå forhastede beslutninger, der udspringer af midlertidige folkestemninger. Retsstater fungerer i henhold til en forfatning, der suppleres af en række fremgangsmåder, der skal følges i forbindelse med afgørelser, og disse er forholdsvis svære at ændre. Dette medvirker til at sikre den enkelte borger mod at blive offer for vilkårlige og midlertidige folkestemninger. I nogle sammenhænge bliver selve demokratibegrebet udvidet til også at omfatte de begrænsninger, der er indbygget i retsstatbegrebet. Et eksempel herpå er Montesquieus princip om magtens tredeling, der sikrer en retslig undersøgelse af vedtagne beslutninger. Retssikkerhed og magtdeling er dog ikke i sig selv forudsætninger for demokratiet, men i en historisk kontekst knyttes de ofte til demokratiets udvikling.
Det fremhæves ofte, at demokratiet fungerer i henhold til normer, der sigter mod at skabe fælles værdier i samfundet. I praksis er sådanne fælles værdier ofte konfliktskabende, blandt andet fordi en fælles handlingsramme ikke kan reflektere enkeltpersoners eller gruppers holdninger eller ideologi ud over, hvorledes hver enkelt individ forholder sig til selve den demokratiske beslutningsform. Demokratiet bygger i dette perspektiv på en forestilling (eller fiktion) om, at det enkelte menneskes problemer er et fælles vilkår. Dette indebærer, at individer, som bryder de vilkår, som er forudsætningen for demokrati (eksempelvis retten til fri meningsudveksling i form af censur), samtidig implicit undergraver den demokratiske samfundsform. Tilsvarende forekommer et omvendt brud, hvis en borger eller indbygger, som ikke er rede til at underkaste sig den demokratiske samfundsramme, stiller særlige krav til samfundsordenen.
En anden fare for demokratiet kan opstå, hvis de folkevalgte bruger deres midlertidigt tildelte magt til at træffe beslutninger til egen fordel uden hensyntagen til den offentlige mening. Noget sådant kan finde sted, hvis de folkevalgte i et bestemt spørgsmål indbyrdes er eller kan blive enige, uanset at folkeviljen er en anden. Derved kan de folkevalgte træffe beslutninger, der i deres karakter kan bidrage til at undergrave tilliden til det repræsentative folkestyre. Dette gælder særligt og mest alvorligt for emner, hvor forfatningen ellers har forudset muligheden for en folkeafstemning, men hvor de folkevalgte kan finde så bred enighed, at denne undgås. Hvis der i sådanne tilfælde, hvor folkestemningen kan formodes at være en anden end blandt de da udpegede repræsentanter, ikke afholdes en afklarende folkeafstemning, kan folkerepræsentanterne komme under anklage for magtmisbrug, "flertalsdiktatur" eller "demokratisk diktatur". Et eksempel er, at den udeblevne folkeafstemning om Lissabon-traktaten – i Danmark som i andre EU-lande – af mange blevet kritiseret for at være en knægtelse af demokratiets grundprincipper. I januar 2011 afgav Højesteret kendelse om, at spørgsmålet kan behandles ved domstolene, idet retten vurderer, at traktaten har en generel og indgribende betydning for danskernes hverdagsliv. Hermed omstødte Højesteret en landsretafgørelse fra 2009.

## Historisk udvikling
Indledning
Begrebet demokrati har rent historisk ikke været anvendt i ret lang tid af vores historiske tidsalder.  Således har der faktisk ikke været nogen demokratiske lande i perioden mellem Romerrigets erobring af de græske bystater i 146 f.v.t. og frihedsrevolutionerne i USA 1776 og Frankrig i 1789. Det har i denne tid været umoderne og set ned på af mange. Heriblandt var Søren Kierkegaard heller ikke særlig begejstret. Da udkastet til en dansk grundlov blev diskuteret i 1848, hævdede han at folkestyre er den mest åndløse form for tyranni.

### Hellas
Demokrati som betegnelse blev for første gang brugt af grækerne i 500-tallet f.Kr.[kilde mangler] til at beskrive styreformen i bystaten Athen, hvor alle væsentlige beslutninger blev truffet af en forsamling (typisk på over 5.000 mand), hvor alle frie mænd, det vil sige athenske borgere over 20 år som ikke var slaver, kvinder eller fremmede statsborgere, havde ret til at deltage. Når en mand var over 30 år, kunne han blive valgt ind som embedsmand eller nævning. Trods forholdsvis store mulighed for at deltage, var det yderst begrænset, hvem der havde deltagelsesret: Af 400.000 borgere var de 250.000 slaver og dermed på forhånd udelukket. Af de mulige deltagere var det et fåtal, der mødtes i Ecclesia eller folkeforsamlingen, hvor statens anliggender skulle drøftes og besluttes. Af betydning var det dog, at diskasteria eller højesteret udgjorde den højeste ret og var gjort så stor for at modvirke muligheden for bestikkelse.
Demokratiet kom imidlertid under angreb fra det oligarkiske parti, der bestod af et fåtal af rige, der beskyldte demokratiet for at være noget håbløst humbugmageri og ordningen med de mange medlemmer valgt efter alfabetisk orden fra folkeregisteret som tåbelig. Under den peloponnesiske krig (430-400 f.Kr.) forsøgte oligarkerne under førerskab af Kritias at få demokratiet afskaffet, men det endte med, at mange af dets ledere blev sendt i landflygtighed og først vendte hjem på forlangende af Sparta, der havde overvundet Athen. Efter hjemvendelsen gjorde oligarkerne oprør, oprøret blev slået ned, og Kritias blev dræbt.
Det var under disse forhold, at Sokrates virkede. Han var ophavsmand til den forhadte "aristokratiske" filosofi, og hans utallige spørgsmål havde ikke mindst til formål at undergrave begrundelsen for demokratiet. Sokrates provokation mislykkedes og han blev dømt som samfundsomstyrter og statsfjende.
Platon var elev af Sokrates og nevø til Kritias. Efter Sokrates død kastede han sig over problemstillingen at finde en metode til at udfinde de bedste og klogeste, at sikre dem vilkår for at regere og at overbevise dem om at gøre det. Den fremgangsmåde, han når frem til, er så familiefjendsk som overhovedet muligt: børnene skal tages fra deres forældre og opdrages af staten. Først skal de trænes fysisk med gymnastik og sport. Derved bliver de så sunde, at lægekunst gøres overflødig. De skal lære musik for at oplæres i harmoni og rytme. De skal være troende, og de skal lære filosofi. De skal igennem alskens duelighedsprøver for at frasortere alle de, er ikke egner sig til statsledelse. Fra deres 30. år skal de i yderligere fem oplæres i idélære, og derefter skal de i yderligere 15 år leve i samfundet, opleve nederlag og hårdt arbejde – og er som 50-årige endelig klar til at deltage i statsstyret. Men: de må ikke have ejendom, ikke have egne hustruer men have kvindefællesskab, idet der skal være streng racekontrol med al deres børneavl. Hele ordningen skal sikres i form af en lille gruppe af statsvogtere, en større klasse af krigere og hjælpekræfter og en stor klasse af købmænd, håndværkere og landmænd. Således var Platons alternativ til den athenske demokratiske folkehob. Platon fik en invitation fra kongen over Syrakus, Dionysos, om at afprøve sine ideer, men da denne opdagede, at han enten skulle blive filosof på de platonske betingelser eller opgive sin herskerstilling, frafaldt han invitationen og solgte Platon som slave!
Det var efter dette, at Aristoteles udvikledes sine tanker om to slags styre: det gode og det onde, fordelt på tre muligheder: den enkelte, de fås og de manges styre. Men den græske politiske filosofi kom aldrig videre end dertil. Da Aristoteles døde 322 f.Kr., gik problemstillingen videre til det da fremvoksende romerrige. Det var længe en almindelig accepteret holdning, at Romerriget kun havde storhed, men ingen originalitet, hvorfor de frø, der var sået i Hellas, næsten gik til grunde og lå i dvale i århundreder. Det bør dog tilføjes, at Marcus Tullius Cicero i en række overleverede taler advokerede for en demokratisk forfatning.

### Middelalder og renæssance
Efter sammenbruddet af Romerriget (der må tilskrives en uskøn blanding af angribende normader, folkevandringer, en forfejlet romersk politik med uddelte borgerskaber til indvandrere – ikke mindst lejesoldater i hæren, en underlødig møntfod samt upålidelige embedsmænd), hvor alle styreformer blev prøvet og hver gang med katastrofale følger, fremvoksede i Syd- og Vesteuropa større og mindre kongestyrede riger. En konge kunne være valgt, idet landet kunne have styreformen valgmonarki, som vi havde i Danmark indtil 1660. Kongerigerne var dog kun nominelt ledet af kongen eller kejseren, idet denne som modspil havde en adel, der var fremvokset i kraft af den rigdom, man havde samlet sig og som var blevet forøget ved, at statsoverhovedernes mange krige og deraf følgende krav om krigstjeneste af fri bønder medførte, at disse for at undgå denne tjeneste, opgav deres frihed – til fordel for rigernes værste bøller og slagsbrødre, der udgjorde overklassen i de nye, middelalderlige samfund. Disse udøvede deres magt over for det nominelle statsoverhoved (i Danmark i form af Danehoffet i Nyborg) og over for deres livegne. Almindelige bønder var uden politisk indflydelse bortset fra den, de kunne udøve i landsbyens indre anliggender ved bytingene. Her toges beslutninger af betydning for landsbyfællesskabet ved en enighed, der med tilnærmelse kan anses som demokratisk..
I renæssancen kom demokratiet på mode igen, som følge af den borgerlige klasses voksende økonomiske magt. Kendetegnende var det, at borgerskabet voksede frem til velstand og betydning for samfundet i kraft af egen dygtighed og virkelyst (modsat adelen, der havde opnået i sine privilegier i kraft af arvelige særrettigheder). Det var derfor ikke mærkeligt, at borgerskabet gerne ville have en politisk indflydelse, der modsvarede dets økonomiske betydning. Vanskeligheden var, at borgerskabet voksede frem i et samfund, hvor kongemagten var (eller blev) enevældig. Det udelukkede enhver kritik af bestående forhold. I stedet måtte man begynde med begyndelsen: borgernes frihed på den ene side, deres ret til indflydelse på love på den anden, og deres pligt til at følge lovene på den tredje. Derved fik de borgerligt udviklede statsteoretiske idéer en principiel karakter: hvis alle var lige med hensyn til vedtagelsen af lovene og efterlevelsen af dem, hvorledes ville samfundet da skulle se ud? Ved at begynde med dette udgangspunkt fik tidens statsteoretikere en betydning for forfatningsteori, som ingen siden kunne tage fra dem. Det var under disse frugtbare betingelser, at statsteoretikernes førende tænkere: Hobbes (1588-1679), Spinoza (1632-1677), Locke (1632-1670) og Rousseau (1712-1778), udviklede deres overvejelser.
Ældst blandt disse er Thomas Hobbes. Han var den, der lagde grunden til ideen om staten som udtryk for en samfundskontrakt mellem mennesker. Hobbes mente, at uden en stat (før staten) var det "alles kamp mod alle". Staten er en grundlæggende forudsætning for en samfundsorden, idet borgerne frivilligt afgiver deres frie vilje til suverænen og bemyndiger denne til alle handlinger. Denne tanke fremsættes med styrke i værket "Leviathan" (1651), hvori beskrives menneskenes magtoverdragelse til suverænen:
"et menneske eller en forsamling af mennesker, der med stemmetal kan reducere alle de enkelte viljer hos forsamlingens mennesker til een vilje...dette er mere end et samtykke eller et sammenhold, det er en virkelig enhed af alle i een og samme person, kommet i stand gennem alles overenskomst med alle. ...Når dette er gjort, og mængden således er forenet i een person, kaldes den en stat, på latin civitas. Således dannes den store Liviathan, eller for at sige det mere ærbødigt, den dødelige guddom, som vi næstefter den udødelige gud skylder, at vi kan leve i fred, og at vi kan forsvare os".
Når en stat således er oprettet, påtager den sig bestemte opgaver, nemlig:
1. forsvaret mod ydre fjender,
2. at bevare freden indadtil,
3. at sikre borgerne mulighed for at berige sig, når det ikke sker på bekostning af sikkerheden,
4. at lade borgerne nyde friheden mest muligt.

Staten retfærdiggøres således ved borgernes konsensus om en forfatning, der skal tøjle indbyggernes lidenskaber. Hvilket styre en sådan stat skal have, tog Hobbes imidlertid ikke stilling til, omend han fandt en enkelt statsleder at være den bedste mulighed. For ham var demokratiet en mulig styreform blandt andre, men ikke nødvendigvis den bedste.
Det er sigende, at Hobbes ikke nåede frem til at blive demokratiets egentlige fortaler. Hans samtidige, statsmanden og tænkeren Francis Bacon (1561-1626), talte stærkt for monarkiet som statsform ud fra den anskuelse, at en stats styrke beror på samlingen af magt. Han fandt, at regeringsmagten omfatter tre led:
"forberedelsen, diskussionen eller undersøgelsen, samt fuldbyrdelsen (eller udførelsen), og hvis man lægger vægt på at få noget gjort, så skal man kun overlade det midterste punkt til de mange, men det første og det sidste skal være forbeholdt de få".

### Oplysningstiden
I 1688 indtrådte en regeringsomvæltning i England kendt som den glorværdige revolution, hvorved der ved siden af monarken oprettedes et stærkt parlament. Denne begivenhed skulle for alvor sætte fart på de politiske tænkeres virksomhed.
Englænderen John Locke skrev under indtryk af regeringsomvæltningen i 1688 værket "Two Treatises of Government" ("To afhandlinger om regering", 1689), hvori han støttede den nye ordning i landet med udvidet magt til parlamentet og til grund herfor har idéen om en social kontrakt mellem magthaverne og folket.
Senere tog Jean-Jacques Rousseau tanken om staten som samfundskontrakt op, men hos ham var folkesuveræniteten samfundets legitime omdrejningspunkt:
"Enhver af os lægger i fællesskab sin person og hele sin magt under almenviljens øverste ledelse; og vi optager ethvert medlem i fællesskabet som en uadskillelig del af helheden... Suverænen, som udelukkende består af de enkeltpersoner, der udgør den, hverken har eller kan have modstridende interesser med denne".
Rosseau gik dog ikke ind for demokrati; hverken direkte eller repræsentativt. Han mente derimod, at der skulle udpeges en aristokratisk regering, der skulle udføre folkesuverænitetens almene vilje (lovene). Folkesuveræniteten ville sørge for, at holde den regerende forsamling i skak.
Langt op i 1700-tallet var det forblevet ved de store tanker om demokratiet, men begivenhederne i det virkelige liv gav mulighed for at bringe dem til prøvelse: baggrunden var en voksende økonomiske og sociale spænding i Frankrig under 1700-tallet. Den franske enevælde havde støttet sig til adelens og kirkens skattefrihed, mens borgerskab og bønder var holdt uden for al politisk indflydelse. Ludvig 14.s politik i 1600-tallet havde samtidig belastet landets finanser alvorligt. Under Ludvig 15. (1715-1774) led Frankrig en række militære og udenrigspolitiske tilbageslag, således blev det i kolonierne delvis fortrængt af England, mens det i Europa fik en farlig modstander i Preussen. Halvhjertede reformforsøg førte ikke til resultater og mødtes tilmed med modstand fra adelens side. Under den svage Ludvig 16. forsøgtes at afhjælpe finansnøden, men uden held, og kongemagtens prestige undergravedes yderligere ved dronning Marie Antoinettes ødsle hofhold. Samtidig voksede den politiske interesse i det franske borgerskab, sikkert opmuntret af USA's løsrivelse fra England samt til dels ved påvirkning fra engelske liberale tanker. Oplysningstidens nye idéer om blandt andet folkestyre og menneskerettigheder forenedes med stigende misfornøjelse med enevældens ødselhed og mislykkede politik. I 1780'erne truedes Frankrig direkte af statsbankerot, og for at imødegå truslerne indkaldte kongen i foråret 1789 en stænderforsamling i Paris. Hensigten var kun at skaffe midler til at overvinde krisen, men i stedet overtog forsamlingens deltagere initiativet og påbegyndte revolutionen. Den nye stænderforsamling domineredes straks af reformvenlige adelige og gejstlige (Grev Mirabeau, Markis de La Fayette, Abbé Sieyès), som ønskede dyberegående politiske reformer og støttedes af borgerskabet. Man arbejdede for at omdanne forsamlingen til et egentligt parlament, og på grund af kongens valne modforholdsregler lykkedes det at gennemtrumfe, at alle stænder arbejdede sammen om et reformprogram. Et forsøg fra kongens side på at afbryde udviklingen førte til udbrydelsen af den franske revolution, hvis første handling, stormen på Bastillen, skete den 14. juli 1789. Den blev nedrevet, og kongen gav atter efter. I de følgende måneder arbejdede forsamlingen på nye reformer, blandt andet afskaffelse af adelens privilegier og ligeret for loven. Man påbegyndte en moderne administrativ inddeling af landet i departementer, men hovedinteressen samledes om at bekæmpe finansnøden og at få kirken under statens kontrol, to problemer som nøje blev sammenkædet. Man ønskede at bryde kirkens afhængighed af paven og kongemagten og at tvinge præster til at erklære sig loyale over for staten alene, samtidig med at kirkens store ejendomme blev eksproprieret. I denne periode begyndte også en form for partidannelse i landet, og de første borgerligt fødte politikere trådte frem (f.eks. Jean-Paul Marat, Georges-Jacques Danton, Camille Desmoulins, Louis de Saint-Just og Robespierre). Desuden fremvoksede der en ofte meget pågående presse. De egentlig revolutionære deltes i en højrefløj (girondinerne), som lagde vægt på reformer og en national linje, og en venstrefløj, jakobinerne og la Montagne, som havde rod i småborgerskabet og de intellektuelle, og som ønskede en hårdere kurs. Derudover var der de langt mere moderate feuillanter, som nok støttede reformerne, men ikke en egentlig revolution. Girondinerne førte i begyndelsen an og stod for reformerne. Gradvist omdannedes stænderforsamlingen til et egentligt parlament, Nationalkonventet. Men man savnede erfarne politikere, og det hele endte i kaos og diktatur. Det første forsøg på at indføre et fuldstændigt demokrati var slået fejl.

### Romantikken
Da Napoleon Bonaparte i 1799 tog magten i Frankrig, var det for en tid slut med det demokratiske forsøg. I de næste 15 år var Europa ganske præget af den franske diktators gøren og laden, og ved Wienerkongressen i 1814 lykkedes det tilsyneladende for de gamle konge- og kejsermagter at genoprette monarkiet over det meste af Europa. Men de tanker, som den franske revolution havde skabt og givet næring – nationalismen og folkestyret – ulmede og ventede blot på lejlighed til på ny at sætte dagsordenen. Allerede i 1815 dannedes det Tyske Forbund, hvis forfatning i § 15 pålagde forbundslandene (herunder Holsten, der hørte under den danske konge) at oprette stænderforsamlinger, mens § 12 havde pålagt oprettelsen af en højesteret for alle lande under forbundet med mere end 300.000 indbyggere (hertil hørte Holsten). Samtidig havde de nationale rørelser sikret deres hjemlande autonomi, hvor selvstændighed (endnu) var umuligt, således Storfyrstendømmet Finland i forhold til Rusland, Norge i forhold til Sverige.
Et nyt forsøg på at bringe magten i folkets hænder blev foretaget den 27. juli 1830, da studenter ved École polytechnique i Paris i fællig med byens arbejdere og småborgerskab begyndte at bygge barrikader i byens gader. Efter tre dages gadekampe måtte den franske konge, Karl 10., abdicere, og den 7. august blev hertugen af Orleans, Ludvig-Filip, valgt til ny konge af deputerekammeret. To dage senere aflagde han ed på den franske forfatning, chartet. Fra Frankrig bredte rørelsen sig ud over Europa: mindre end en måned senere gjorde belgierne oprør mod det nederlandske overherredømme i den fælles stat, i september bredte uroen sig til de tyske stater, hvor hertugen af Braunschweig måtte flygte fra landet, og fysten af Kurhessen måtte love at indkalde stænderne og senere at afgive magten til sin søn. Også i andre tyske byer kom det til uroligheder, ligeledes i flere schweiziske kantoner. Rørelsen nåede Italien mod syd og Polen mod øst: Guizeppe Mazzini gjorde sig til bannerfører for "den unge Italien", der ville samle landet i en national enhed, mens polakkerne rejste sig mod den russiske overhøjhed. Også på Irland mod vest ulmede nationalt-demokratiske rørelser. Det var under indtryk af disse begivenheder – og deres afsmitning i hertugdømmerne – at man kort efter nytår 1831 ved kongelig tilkendegivelse indførte to rådgivende provinsialstænderforsamlinger – en for kongeriget og en for hertugdømmerne. Forberedelsen tog tid og først den 15. maj 1834 blev udstedt fire forordninger for hver af Helstatens fire stænderforsamlinger: øerne, Nørrejylland, Sønderjylland og Holsten. Skønt disse ikke fik lovgivende magt, var det et første skridt til folkestyrets indførelse i Danmark.
Men rådgivende stænderforsamlinger var ikke, hvad befolkningerne tragtede efter og havde krav på, hverken i Danmark eller i andre lande. I februar 1848 kom det til åben revolution i Paris: et af oppositionen igangsat, men af regeringen forbudt, folkeoptog udartede til optøjer, der snart udviklede sig til planløse gadekampe mellem byens arbejderskarer og militæret. På tredjedagen af optøjerne abdicerede Ludvig-Filip og flygtede til England. Snart gled magten over til en regering af borgerlige republikanere og socialister, der lovede almindelig valgret, ophævede slaveriet i kolonierne og garanterede alle retten til arbejde. Snart bredte rørelsen sig til de tyske stater, hvor der stilledes krav om frihed og valgret; fra første færd stilede man mod skabelsen af en fælles tysk nationalforsamling. I Wien kom det til gadekampe mellem borgere og militæret, men kun kort; løfte om en fri forfatning blev givet. Snart bredte nationalt-demokratiske oprør sig i Milano og Venezia, Ungarn, Böhmen og endda Berlin. Nu rejstes atter kravene om en fælles forfatning for Slesvig og Holsten, og i København fik de nationalliberale vind i sejlene: kravet om en fri, folkevalgt lovgivende forsamling vandt frem. Nok lykkedes det efterfølgende de konservative kræfter rundt om i Europa atter at få kontrollen, men overalt havde folkevalgte forsamlinger vundet fodfæste.
Resten af århundredet prægedes af kampen mellem konservative og liberale (siden tillige socialistiske) kræfter om magten i de forskellige europæiske landes parlamenter. Forholdene besværliggjordes af, at mange af datidens stater ikke var nationalstater, hvorfor et nationalt aspekt overalt trængte sig på. Skønt folkevalgte var det så som så med folkestyrets evne til at fungere, næsten overalt blev der gjort vold på demokratiet – i Danmark således ved "Danmarks Riges gjennemsete Grundlov af 5. juni 1849, af 28. juli 1866" og ved provisorieårene under Estrup.
Betydningen af revolutionerne 1848 og nationalforsamlingernes efterfølgende indførelse var ufattelig stor: Siden 1848 har opfattelsen af og holdningen til demokrati ændret sig voldsomt. Indtil midten af 1800-tallet var der kun få, der betegnede sig som "demokrater." Selve ordet "demokrati" havde dengang en negativ værdiladning og betød nærmest noget i retning af folkeflertallets uhæmmede og snæversynede styre i dets egen interesse. Demokrati var forbundet med et styre af de mange, de fattige og de uvidende, og det havde en undertone af "pøbelvælde" knyttet til sig. Udviklingen i perioden omkring den franske revolution bekræftede til dels denne opfattelse. Først efter 1848 er demokrati kommet til at stå som noget positivt i de politisk toneangivende kredse i befolkningen, og denne ændring af værdiindholdet hang sammen med en ændring i opfattelsen af, hvad demokrati er og kan være. Demokrati blev fortsat betragtet som folkestyre og flertalsstyre, men det blev efterhånden forbundet med hensyntagen til mindretallet og respekt for visse grundlæggende rettigheder, som ikke blot omfattede politiske rettigheder såsom ytrings- og foreningsfrihed, men også økonomiske rettigheder som den private ejendomsret.

### 20. århundrede
Tiden frem til afslutningen af 1. verdenskrig oplevede Europa demokratiets fremskridt: de gamle imperier blev opløst og afløst af nye stater med egne nationalforsamlinger og med en overvejende befolkningsgruppe: Island, Norge, Finland, Estland (88,2% estere), Letland (73,4% letter), Litauen (80,4% litauere), Polen (69,1% polakker – autoritær republik), Tjekkoslovakiet (46% tjekker), Østrig (95,3%), Ungarn (92% ungarere), Jugoslavien (46% serbere – autoritært kongedømme), Rumænien (76% rumænere), Bulgarien (83% bulgarer), Tyrkiet (autoritær republik), Grækenland (96% grækere), Albanien (92% albanere – autoritært kongedømme), Italien (autoritært kongedømme), Spanien, Portugal (autoritær republik), Frankrig, Tyskland, Belgien, Holland, Storbritannien, Irland. Endelig var der SSSR – det sovjetiske diktatur. Det lignede et gennembrud for demokratiet i Europa. Men overalt var der uløste mindretalsproblemer, og efter udbruddet af den økonomiske krise i 1930'erne trængtes demokratiet tilbage til fordel for autoritære styrer, således i Estland, Letland, Litauen, Tyskland, Østrig, Rumænien, Bulgarien, Grækenland og Spanien. I Skandinavien og Vesteuropa holdt demokratiet stand. Medvirkende årsager til de autoritære styres fremgang var foruden den økonomiske krise også de nationale mindretals- og grænsespørgsmål.
Afslutningen af 2. verdenskrig medførte afviklingen af de gamle europæiske koloniimperier. Koloni efter koloni fik selvstændighed, ofte samtidig med indførelse af statsparlamenter. Dermed skulle grunden være lagt for fornyet udvidelse af demokratiets indflydelse i verden, men ofte har der efterfølgende været tilbageslag i de nye lande i form af mere eller mindre autoritære styrer.
Alligevel tales der om demokrati. Begrebet er i den grad blevet forbundet med fænomenet menneskerettigheder, at kun de færreste offentligt vil bestride dets rimelighed. Gennem 1900-tallet har alle politiske partier og organisationer, bortset fra fascismen og visse politiske bevægelser i det centrale Europa i mellemkrigstiden, villet smykke sig med ordet ”demokrati”. Alle hævder så at sige at kæmpe for demokratiet, krige er blevet udkæmpet i dets navn, og det er blevet brugt til at retfærdiggøre vidt forskellige styreformer og politiske programmer. Kommunistiske lande som Sovjetunionen og Kina beskrev deres lande som demokratiske, ligesom USA og vesteuropæiske lande har. Selv militære kup rundt om i verden er blevet begrundet med, at formålet med disse var "at genoprette demokratiet". Denne tendens synes at fortsætte i det 21. århundrede.

### Oversigt
Sammenfattende kan man sige, at demokratiet blev kaldt til live hver gang, den brede befolkning fik mulighed for at gøre sin indflydelse gældende, og led tilbageslag, når de velhavende, rethaveriske eller de voldelige samfundsgrupper fik overtaget.
Noget andet er, at demokrati ikke sikres blot ved formel styreordning. Afgørende er den måde, demokratiet forvaltes på. Der skal ikke meget til inden, at demokratiets forvaltere afviger fra den rette vej – beriger sig eller tiltager sig ekstra magt på flertallets bekostning, gennemdriver forandringer i styreformen, der undergraver demokratiets repræsentativitet – snart ved at beskære antallet af stemmeberettigede, snart ved at gennemføre forfatningsændringer imod folkeviljen, men som regel altid med en påstand om, at de sandelig gør det for at sikre demokratiets "overlevelse" og "bedre funktionsevne". og så snart, lydhørheden over for modparten, tager af og erstattes af magtkamp, da er demokratiet i fare.
Endelig må bemærkes, at borgernes deltagelse er afgørende: jo færre, der deltager, desto fjernere fra demokratiets virkeliggørelse befinder man sig. Deltagelse afspejler tiltroen til demokratiets troværdighed, ikke-deltagelse afspejler manglende tro herpå.

## Spinoza
Den mand, der lagde grunden til den moderne demokratiopfattelse ved at knytte denne til borgerskabet i en bestemt stat, var Baruch de Spinoza. I sit ufuldførte værk, "En afhandling om staten" (Tractatus politicus), nåede han kun lige akkurat at berøre den demokratiske styreform, men de overvejelser, der nåede at finde vej til papiret, var af største betydning. Udgangspunktet for Spinozas statsforståelse var dette:
"Hvis Staten tilstår nogen Ret, og følgelig også magt ...til at leve efter sit eget sind, så afgiver den derved sin egen ret og overfører den til den, som den giver en sådan magt. Men hvis den har givet denne magt til to eller flere, nemlig at enhver lever efter sit eget sind, så har den derved delt regeringen. Og har den endelig givet enhver af borgerne denne magt, så har den derved ødelagt sig selv og er ikke længere en stat..."
Han udleder heraf, at hver enkelt borger ikke står under sin egen, men under Statens ret, og at han er forpligtet til at følge alle dens forordninger". Det kunne være en påmindelse til de, der påkalder sig "menneskerettigheder" for ikke at følge loven. Staten er magtfællesskabet, suverænen, og suverænen er udelelig. Om suverænens ansvar for lovens udformning og dens forvaltning udtaler Spinoza de gyldne ord, at:
"oprør, krige, foragt for lovene og krænkelse af dem ikke så meget må tilregnes undersåtternes slethed som regeringens slette tilstand. For menneskene fødes ikke som borgere; de gøres til borgere."
Spinoza indleder beskrivelsen af det demokratiske styre med følgende karakteristik:
"For alle, hvis forældre var statsborgere, eller som er født i landet, eller som har indlagt sig fortjeneste i staten, eller hvem loven af andre årsager giver borgerret, de kan alle, siger jeg, gøre krav på retten til at stemme til det højeste Råd og til at beklæde statsembeder, og man kan kun nægte dem det, hvis de har begået en forbrydelse eller er gjort æresløse."
Spinozas ord er rettet imod aristokratiet, hvis ret til statens ledelse alene skyldes rigdom eller fødselsret. Han påpeger, at et aristokratisk styre vil udvikle sig til oligarki, "fordi de ingen konkurrenter har". Det indebærer i praksis, at deres vilje "ikke er bundet af nogen lov." Bestemmelsen af borgerne som de besluttende udvides på følgende måde:
"...alle, der er borgere i landet og står under deres egen ret og lever hæderligt, har ret til at stemme i det højeste Råd og til at beklæde rigets embeder. Jeg siger udtrykkeligt, som har borgerret, for at udelukke fremmede, der betragtes som underkastede et andet lands love. Jeg tilføjer videre, at de udover at være underkastede landets love skal stå under egen ret for at udelukke kvinder og tyende, som står under deres mænds eller under deres herrer, og børn og umyndige, så længe de står under deres forældre eller værger. Jeg siger endelig og lever hæderligt for at først og fremmest de kan udelukkes, som er gjort æresløse på grund af en forbrydelse eller på grund af skændigt levned."
Stort længere nåede Spinoza ikke, og det var dette fragment, der i 1677 indgik blandt hans efterladte skrifter og som skulle blive hans arv til efterverdenen. Tilsigtet eller ikke havde han formået at formulere kernen i den demokratiske samfundsform: at den hviler på en afbalanceret magtforvaltning, hvor alle hensyn er afvejet i forhold til hinanden, hvor magtmisbrug forhindres og hvor magten håndhæves lige over for alle samfundets undersåtter. Og dette kan kun ske på een måde: ved direkte demokrati så langt, dette er muligt, suppleret med en dertil skikket offentlig embedsstand, der til enhver tid kan gøres ansvarlig over for fællesskabet og underkastes dets dom.
Men Spinoza var for tidligt fremme. Hans lære blev betragtet som "farlig" og "skadelig".

## Jean-Jacques Rousseau
Den moderne demokratiopfattelse blev grundlagt med oplysningstidens tænkere, ikke mindst Jean-Jacques Rousseau. I sit værk herom, "Samfundspagten" (Du Contrat social) fra 1762 opstiller han de teser, hvoraf senere tiders demokratiopfattelse er udledt:
1. Staten er som institution udtryk for en social kontrakt mellem frie mennesker, der har givet afkald på deres ubetingede frihed til fordel for de værdier, livet i et samfundsfællesskab indebærer.
2. Suveræniteten (= beslutningsretten) ligger hos folket. Den er uafhændelig og udelelig.
3. Lovene er udtryk for den almene (= fælles) vilje, der i sig optager hin enkeltes vilje.
4. Den almene vilje kan ikke fejle.
5. Da beslutningsretten ikke kan overdrages til en repræsentativ forsamling, må folket efter behov samles for i fællesskab at give nye love.
6. Den lovgivende magt ligger hos folket, den udøvende magt er kun dennes tjener.
7. Alle medlemmer af samfundet er lige i den forstand, at den magt, den enkelte besidder, ikke må udøves med vold. Ligeledes må der være en så stor lighed i rigdom, at ingen kan købes eller købe andres frihed.

Det samfund, Rousseau med disse teser skildrer, er et samfund, der i følge sagens natur må hvile på en række uudtalte forudsætninger, nemlig dels en høj grad af homogenitet blandt samfundets medlemmer, dels et overskueligt samfund med mulighed for at virkeliggøre forudsætningen om den samlede befolknings deltagelse i lovgivningsarbejdet. Disse uudtalte samfundsforudsætninger stammer fra Rousseaus egen fødeby, Geneve, med dens selvstyre, folkefrihed og ret, samt fra oldtidens små stater. Det er skæbnens ironi, at Rousseau formulerede sine teser netop på den tid, hvor nye, større statsdannelser for alvor slog igennem og opslugte mange af de gamle selvstyrende bystater.

## Theodor Geiger, Frantz Harlang og forsvaret for demokratiet
Under indtryk af den samfundsudvikling, der fandt sted i mellemkrigstiden, kom folkestyret under pres fra to vidt forskellige kræfter, der truede med at undergrave dets virkeevne: dels det offentlige embedsvæsen, dels diktaturet. Erkendelsen af dette foranledigede debatindlæg til forsvar for folkestyrets sikkerhed.

### Embedsstanden som folkestyrets undergraver
I 1935 skrev Theodor Geiger en artikel i Nationaløkonomisk Tidsskrift, hvori han pegede på faren for, at det offentlige embedsvæsen kunne undergrave grundlaget af statens ledelse (dens suverænitet); her under det parlamentariske folkestyre. Udgangspunktet er det, at statsledelsen har en vis magt højhed i forhold til indbyggerne:
"En stærk Suveræn kan stille Krav om at overtage visse Funktioner som Suverænitetsanliggender. F. Eks. blev Opdragelsen voksende Omfang taget fra Familien og draget ind under Statshøjheden; den udøves af stats- eller kommuneansatte Lærere og er da statsligt byrokratiseret. Men en stor Del af de mangfoldige som en Samfundsgruppes Liv omfatter, vil altid som fri, d. v. s., at de enkelte Medlemmer eller de Smaagrupper, der gaar ind under det større Samfund, udøver dem avtonomt. Hvis alle Funktioner og Forhold mellem Medlemmerne erklæret for Suverænitetsanliggender, vilde al personlig være ophævet, hvilket vilde stride imod Samfundslivets da dette netop beror paa Spænding mellem Gruppen som Helhed og de enkelte Personligheder. Suverænen kan desuden af tekniske Grunde kun lægge Beslag paa Opgaver, der kan afgrænses som særlige Arbejdsomraader, og i Form af faste Institutioner kan skilles ud fra det øvrige Samfundslivs jævnt glidende Strøm. Retssikkerhed og Samfundsdisciplin kræver Afgrænsning mellem Suverænitetens og Privatlivets Sfærer."
Statsledelsens magtudfoldelse sker imidlertid gennem embedsfolk:
"Disse Suverænitetsopgaver byrokratiseres ved, at Suverænen ikke udøver dem selv, men overdrager dem til Organer, som optræder hans Vegne og med hans Bemyndigelse overfor Gruppen."
Derved indtræder faren for, at ledelsen – i folkestyret den folkevalgte forsamling (Folketing, Rigsdag) – mister kontrollen over den faktiske magtudøvelse, i kraft af den specialisering af de offentlige opgaver, der sker, og den særlige indsigt, som embedsfolk inden for de enkelte fagområder opnår:
"Jo dygtigere altsaa Fagbyrokratiet ved Specialisering bliver til at udfylde sin Opgave, jo farligere bliver det for Suverænen. Den tiltagende faglige Overlegenhed kan benyttes til at erobre Magten. Der oprinder den Dag, hvor Suverænitetsapparatet er blevet saa stort, indviklet og ømtaaleligt, at det kun kan styres af de forhaandenværende indarbejdede Byrokratier, den ikke indviedes Indgreb forvirre det hele. Paa dette Udviklingstrin er Byrokratiet Stand til at optræde som jævnbyrdig Part i Magtkonkurrencen den legitime Suveræn. Byrokratiet kan da stiltiende i mange Tilfælde uænset lade Suverænens Anordninger og Hensigter upaaagtede, det kan med ukontrollable Argumenter fremstille visse Forholdsregler som nødvendige, eller overbevise Suverænen om, at de Foranstaltninger, som han ønsker, er aldeles og skadelige."
Theodor Geiger indså således meget tidligt den samfundstilstand, hvor den (i folkestyret) tilstræbte magtdeling undergraves af (embeds)folk, som savner ethvert legitimt (folkevalgt) grundlag for den magtudøvelse, de rent faktisk udøver, hvorimod den folkevalgte forsamlings lovgivende magt undergraves og mister betydning.

### Beundringen for totalitære styres "effektivitet"
Blot få år senere, i 1938, udgav reklamemanden Frantz Harlang en lille pjece med titlen "Er Folkestyret en Reklamekampagne værd?", hvori han advarede mod den datidige stadigt voksende beundring for de totalitærer styrer i Tyskland, Italien, Sovjetunionen med flere. I pjecen argumenterede Harlang lidenskabeligt for, at diktaturet er et tilbagefald, en atavisme, i forhold til folkestyret, men at det opførte sig som noget nyt og ejede det nyes tillokkende kraft. Statsledelsens virksomheds udfald – alt, hvad der bliver tilvejebragt i økonomisk, teknisk og anden henseende – fremsattes gennem et stort reklame- eller propagandaapparat som den nye statsforms enestående velsignelser. I de parlamentariske Lande skabtes der på samme tid lige så store værker, men dér råbte man ikke op om dem. Men man burde gøre det:
"Man kan henvise til, at det danske Statssamfund, ligegyldigt hvilket politisk Parti, der har Magten, er en .... langt retfærdigere justeret og mere civiliseret Organisme end nogen totalitær Stat. Man kan paapege tusinde forskellige Ting, der gør Livet i Demokratiet og bedre. Men hvis ikke disse Sandheder naar ud til Menigmand, hvis hans Sind ikke løftes og begejstres af dem, er de som usagt".
Harlang indså den fare, der ligger i et totalitært samfunds fuldstændige kontrol over al tilgængelig information om statens magtudøvelse og evnen til ved et meningsmonopol dels at indoktrinere almenheden, dels reelt at knuse enhver fri debat om betimeligheden af statens ulige magttiltag. Han indså, at kun ved at påpege alle de goder, der er blevet skabt netop i kraft af folkestyret: Som eksempler på de emner, man kunne fremhæve, nævnes:
"Rigsdagens Arbejde og Betydningen af det demokratiske System; den enkelte Rigsdagsmands Gerning; Udenrigshandelen; de demokratiske Tale-, Forsamlings- og Trykkefrihed; Domstolene; Forsvarsordningen; Landbrugsspørgsmaalet; Stats- og Kommuneskatter; Forsorg; Hospitaler; Skoler etc".
I en sådan statsreklame for staten burde:
"alle Anskuelser faa Raaderum, f. Eks. ved at de forskellige afgørende Partier bliver repraisenteret det Udvalg, der skulde have med Sagen at gøre, og at der indrømmes Mindretallet en medbestemmende Ret, f. Eks. ved at Udvalgets Beslutninger skal være enstemmige".
Harlang forestillede sig, at denne oplysningsvirksomhed burde udøves af det offentlige. Skønt der ikke er tvivl om Harlangs demokratiske sindelag og forsvar for folkestyret, er det klart, at hans forslag rummede en vanskelighed: det bliver det samme samfundsapparat, der har ansvaret for de ulige tiltag, der tillige kommer til at stå bag oplysningsvirksomheden om disses fortræffelighed. Med Geigers advarsel in mente, er det klart, at der her ligger en skjult fare. Derimod er det frie debat om statsmagtens udøvelse – herunder påpegning af både gode og mindre gode beslutninger – den frie presses fornemmeste opgave og denne virksomhed er i virkeligheden en forudsætning for, at demokratiet kan siges at fungere.
Advarslen imod at drive entydig propaganda og undertrykke meningsforskelle var langt senere – den 19. februar 2009 – hovedemnet for den tjekkiske præsident, Václav Klaus tale til EU-parlamentet – hvorefter store dele af parlamentets medlemmer udvandrede!

### Hal Koch om det demokratiske livssyn
Teologen Hal Koch skrev i 1945 en bog med titlen "Hvad er demokrati?" I denne bog forsøger han at indkredse dette begrebs særegenhed nærmere. Hal Koch fremhæver i denne bog tillige, hvad demokrati ikke er. Hans opfattelse er, at man ved demokrati taler sig til enighed ved at gennemdrøfte en sag, indtil der er opnået afklaring på alle punkter, med andre ord at "tale sig til rette i stedet for at slås". Han er klar over, at fuld enighed ikke altid kan opnås og betragter afstemning som et middel til at vise hvor langt, man er nået. At der derefter træffes en afgørelse betyder imidlertid ikke, at sagen eller emnet ikke fortsat kan drøftes. Det ligger nemlig i selve demokratiets væsen, at ordet må være frit: "sålænge ordet og kritikken er frie, vil der altid være grænser for, hvor fordærvet et styre man kan få. Knægtes derimod ytringsfriheden, er disse grænser skyllet bort".
Til forudsætningerne for demokratiets vilkeliggørelse anser Hal Koch, at følgende betingelser skal være opfyldte:
1. for det første må der være "grundlove for det menneskelige liv, som må respekteres, hvis der overhovedet skal kunne leves et folkeligt fælles liv"[46]. Han er her på linje med Jean-Jacques Rousseau, der i sin bog om "Samfundspagten" netop gør dette til grundlaget for ethvert samfundsfællesskab.
2. for det andet må der være en frihed i form af frivillighed. Tvang og dressur kan måske bringe orden "men aldrig en virkelig menneskelig indsats. Den skal nemlig komme indefra. Den skal komme derved, at mennesket selv er engageret"[47] Og dette er en ganske anden slags frihed en den, der blot kræver sin egen ret – om så på andres bekostning. Hal Koch benytter i sammenhæng hermed lejligheden til at skildre en samtale med en ung tysk nazist under besættelsen. Denne skildrede for ham sin vision om et "Neuropa", hvor samarbejde, fællesskab og broderlighed ville vokse frem under tyskernes ledelse. Heroverfor gjorde Hal Koch imidlertid opmærksom på, at "krigen hører dog ikke op, fordi våbnene tier. Når man sår kanoner, maskinpistoler og koncentrationslejre, kan man aldrig komme til at høste samarbejde og fællesskab. Der er af den udsæd kun én høst: had", og "hver dag besættelsen varer, bliver dette had med en naturkrafts indre nødvendighed stærkere og stærkere". Dette førte til, at den unge tysker nåede til følgende slutning: "Aber dann ist es ja eine völlige Tragödie" – hvortil Hal Koch svarede, at det havde han og andre været klar over længe.[48] I virkeligheden er våbnene kun et symbolsk tvangsmiddel. Demokratiet svinder bort og hadet vokser fra den dag, selvbestaltede "forenede nationers fædre" tror sig at vide, hvad der er godt for befolkningen og gennemfører dette udenom denne.
3. for det tredje må der være retfærdighed. Demokratiet bygger på "et retssamfund, hvor loven er øverste herre, ikke under en voldsmagts vilkårlighed."[49] Hal Koch kommer i denne sammenhæng ind på det forhold, at ikke alle mennesker deler samme værdier og derfor ikke altid vil kunne forliges: "Man må skik følge eller land fly". "Rent praktisk er en væsentlig del, ja vel nok det allermeste af folks moral- og retsbevidsthed bestemt ved fasthængen ved de fra fædrene nedarvede sæder og skikke. Derfor skifter ret og moral, når man går over grænsen til et andet land"[50]. Hal Koch påpeger endvidere, at en stor del af det, der anses for retten (retfærdigheden), nedstammer fra religion, fra sæd og skik. Og samtidig vender han sig mod undertrykkelse: "hvis flertallet i befolkningen ser sin fordel i økonomisk at underkue et mindretal, kan denne handling aldrig få karakter af ret, selv om den aldrig så meget foregår under parlamentariske former. Den er et retsbrud, fordi den betegner et brud på det ligheds- og gensidighedsforhold, som nu engang hører med til menneskelivet og gør dette forskelligt fra alt andet liv i naturen".[51] Og dette gælder nok så meget andre områder som det økonomiske og ikke mindre, hvis det er et mindretal, der påtvinger flertallet sine egne snævre fordele.
4. for det fjerde må der være næstekærlighed: "Det er livets indhold og grundlov: at vi – enten vi vil vedgå det eller ej – er bundet til næsten. Og der, hvor mennesker træder denne lov under fode, der lægger de livet øde".[52]

Hal Kochs motiv til at skrive bogen var blandt andet det misbrug af ordet "demokrati", han oplevede ved 2. verdenskrigs afslutning. De – erklærede demokratiske – lande havde vundet krigen, og følgelig havde alle travlt med at erklære sig som gode demokrater og – for en dels vedkommende – var man tillige rede til at fælde dom over dem, der ikke ansås for at være så gode demokrater. Han indså hvor let, et begreb kan misbruges og omformuleres til sin modsætning af den dygtige demagog – på samme måde som det gennem tiden er sket med ord og begreber som "progressiv" og "menneskerettighed". Det gælder her som med Sokrates i det klassiske Grækenland: den, der hævder sig at vide bedre end fællesskabet, har allerede sat sig uden for dette og har ingen plads i dette mere. Han eller hun er ikke demokrat, hverken i politisk henseende eller i sit livssyn.

## Deliberativt demokrati
Den demokratiopfattelse, som Hal Koch gjorde sig til talsmand for, er en del af den filosofiske grundtanke, som betegnes som deliberativt demokrati. De deliberative demokrater udviklede sig som en modreaktion mod den beundring for totalitære regimer, som nazisme og fascisme havde skabt blandt mange borgere især i Europa i mellemkrigstiden. Det deliberative demokrati var tænkt som en modvægt til denne beundring og et forsvar mod udbredelsen af tilslutningen til totalitære og autoritære bevægelser i fremtiden.
For de deliberative demokrater står samtalen (dialogen) som kernepunktet. Bessette har påpeget, at der blandt støtter til den deliberative retning er tre forhold, som der er grundlæggende enighed om: information, gensidighed og argumentation. Udgangspunktet er, at deltagerne i den politiske debat argumenterer med hinanden for derved at søge at opnå tilslutning til en bestemt holdning eller overbevisning. Demokrati skal derfor som system indrettes således, at det fremmer en rationel og fornuftigt debat blandt borgerne. Deliberativt demokrati anlægger det synspunkt, at det ved en bredere og mere oplysende drøftelse kan sikres, at de besluttende myndigheder eller folkevalgte repræsentanter tager bedre og mere hensigtsmæssige beslutninger set fra et samlet samfundsmæssigt synspunkt og tillige, at en sådan drøftelse vil fremme borgernes argumentationer for deres holdninger, øge de erkendelsesmæssige evner og fremme offentlighedens medvirken i de politiske drøftelser.
Det er en forudsætning at de deltagende bibringes en forholdsvis høj grad af indsigt og viden for at kunne drøfte med hinanden, så at samtalen holdes i gang og kan føre til et frugtbart udfald. Den tyske filosof Jürgen Habermas taler i denne forbindelse om kommunikativ rationalitet. Debatten skal, ifølge Habermas, være lige for alle. Deltagerne må ikke er begrænset af nogen form for tvang. Debatten mellem borgerne skal være åben og hvile på borgernes gensidige anerkendelse af hinanden.

### Jürgen Habermas om den herredømmefrie kommunikation
En af det deliberative demokratis førende talsmænd, Jürgen Habermas, har udviklet en egentlig teori om forudsætningerne for det deliberative demokrati. I offentligheden bør der gælde fastlagte regler for vilkårene for debatten hvilende på diskursetikken. Disse regler omfatter krav om:
1. sandhed (at tale i overensstemmelse med de kendte fakta),
2. sandfærdighed (at udtrykke sig i overensstemmelse med sin opfattelse af, hvordan verden bør være) og
3. rigtighed (at udtrykke sig i overensstemmelse med sine følelser).[53]

Disse regler skaber grundlaget for en "herredømmefri" samtale, hvis mål er at skabe enighed (konsensus) om grundlæggende samfundsmæssige udviklingstræk om fx opbygningen af velfærdsstaten. Hermed vil der, ifølge Habermas, skabes rum for livsverdenens fornuft, som er frigjort fra systemverdenens strategiske tænkning. Systemets medier, penge og magt bør først ind i billedet, når beslutningen er truffet og skal gennemføres. Den herredømmefri samtale sker i et frit forum og kan derfor ikke sættes igennem over for juridiske og forvaltningsmæssige procedurer, som kræver et formaliseret sprog. Den fri meningsdannelse er medvirkende til at sikre, at samspillet mellem offentligheden og de anvendte strategiske virkemidler udvikler sig i et positivt samspil.

### Demokratisk dannelse
I forlængelse af den deliberative tradition har pædagoger udviklet begrebet demokratisk dannelse. Grundtanken er, at det er en samfundsopgave at uddanne borgerne til demokratisk deltagelse. I Vesttyskland blev Oscar Negts didaktik således inspiration for en række initiativer indenfor voksenuddannelserne. I Danmark havde folkehøjskolerne allerede praktiseret "det levende ord" som dannelsesideal i flere årtier, da debatten om demokratisk dannelse udfoldede sig i årtierne efter 2. verdenskrig. Inspireret af bl.a. Holger Henriksens værker søgte ledende politikere nu at implementere den demokratiske dannelse i folkeskolen. I folkeskoleloven af 1975, som daværende undervisningsminister Ritt Bjerregaard fik vedtaget i Folketinget er "opdragelse til og ved demokrati" et af nøglebegreberne. I de senere folkeskolelove er undervisning i og med demokrati – i forskellig udformning – stadig en af folkeskolens vigtigste opgaver.
Demokratisk dannelse opfattes ofte som en forudsætning for at skabe et aktivt medborgerskab.

## Demokratisk revisionisme
På baggrund af Weimar-republikkens sammenbrud og den fra nazistisk side aktive virksomhed for at udfordre den daværende samfunds orden og på baggrund af undersøgelse inden for vælgeradfærdsforskningen, der viste, at vælgerne i USA ikke levede op til den klassiske demokratiske teoris krav om udbredt politisk deltagelse og interesse samtidig med, at demokratiet på trods heraf havde vist sig "funktionsdygtigt" mente blandt andre den østrigsk-amerikanske økonom Joseph Schumpeter og senere en række valgforskere, især Bernard Berelson, Lester Milbrath, S. M. Lipset, Gabriel Almond og Sidney Verba, at kunne konstatere, at høj politisk deltagelse kunne være forbundet med politisk krise og udgøre en fare for demokratiet, ligesom selve deltagelsesbegrebet blev forbundet med fascistiske og kommunistiske bevægelser og stater mere end med vestlige demokratier. Der skulle ifølge denne anskuelsesmåde ikke være en tæt sammenhæng mellem politisk deltagelse på den ene side og demokratiets stabilitet på den anden således, som den klassiske demokratiske teori ifølge nogle forfattere havde hævdet.
På baggrund heraf mente revisionisterne, at den klassiske demokratiske teori måtte revideres, heraf fællesbenævnelsen "demokratisk revisionisme". Denne "revision" førte til en række påstande, hvoraf i hvert fald tre blev centrale i den videre debat:
- For det første hævdede revisionisterne, at demokratiets definerende kendetegn ikke var udbredt politisk deltagelse, men konkurrence mellem to eller flere mulige statsledergrupper eller eliter. Hvor en sådan konkurrence er til stede, og hvor den elite, der efter demokratiets spilleregler vinder, også besætter magtpositioner i statsapparatet, er der demokrati.
- For det andet hævdede nogle af revisionisterne, at en vis politisk apati i befolkningen kan have en stabiliserende effekt på demokratiet.
- For det tredje – til dels afledt af den anden påstand – hævdede nogle revisionister, at den politiske elite burde have en vis handlefrihed i forhold til befolkningen for at kunne regere effektivt.[57]

Som en undertone i denne betragtningsmåde lå den opfattelse, at politik (statsstyre) er en virksomhed, der som ethvert andre hverv kræver en vis indsigt og erfaring. Det er i virkeligheden et erhverv, som visse folk uddanner sig i og derefter udøver. Dette skal være ønskeligt for at sikre "kvaliteten" af de beslutninger, lovgivere og forvaltere udøver. Det er en følge af, at samfundet er blevet så sammensat, at det kræver "faglig kunnen" at udøve dette hverv på rette måde.
Sat på spidsen kan man sige, at demokratisk revisionisme sætter styrets effektivitet (evne til at skaffe resultater og fremstå som handledygtigt) højere end selve den demokratiske samtaleproces, som Hal Koch var så lidenskabelig fortaler for. Eller sagt med andre ord: hvis blot de formelle betingelser for valget af regering var opfyldte, så er befolkningens aktive deltagelse i debatten om det daglige styre ikke blot mindre vigtigt men endog direkte uønskeligt. Det var i virkeligheden det 20. århundredes variant af den gamle aristokratiske tankegang, som allerede Platon havde gjort sig til talsmand for.

### De radikale demokrater
De opfattelser, som de demokratiske revisionister gav udtryk for, vandt forholdsvis bred tilslutning i 1950'erne, men i 1960'erne satte kritikken ind fra en gruppe kaldet "de radikale demokrater" anført af Peter Bachrach. De radikale demokrater kritiserede især tankerne om befolkningens apati (manglende deltagelse) som havende en stabiliserende effekt på demokratiet og ligeledes det ønskelige i at give den politiske elite udstrakt handlefrihed til fremme af styrets handle- og beslutningsevne. De hævdede endvidere, at revisionisterne i deres kritik af klassikerne for manglende virkelighedssans misforstod den klassiske demokratiske teoris sigte. Når den klassiske demokratiske teori omtalte deltagelse, var det ikke som en beskrivelse af rådende tilstande, men som et ideal man bør stræbe imod. Når revisionisterne samlede opmærksomheden om elitekonkurrencen i deres forsøg på at være "realistiske", gjorde de daværende forhold til deres ideal, og deres demokratiopfattelse var derfor udtryk for en status-quo ideologi (det vil sige en ideologi til støtte for den rådende tilstand). Kritikerne anså derfor sig selv som den klassiske demokratiske teoris moderne arvtagere, der ville fastholde de klassiske idealer og endog på visse punkter videreudvikle den klassiske demokratiske teori, for eksempel ved at betone vigtigheden af deltagelse uden for den politiske sfære i snæver forstand, først og fremmest i form af industrielt demokrati (økonomisk demokrati).
Mens elitisterne angiveligt ser eliten som et værn mod holdninger i den brede befolkning, der er fjendtlige mod de traditionelle frihedsrettigheder, så mente Bachrach, at eliten her er et skrøbeligt værn, og at man i stedet må søge at ændre disse anti-liberale holdninger (som Bachrach ikke benægter eksistensen af) gennem en udvidelse af den demokratiske proces. Men denne udvidede deltagelse vil klart ske på et lavere trin i samfundshierarkiet, nemlig på den enkeltes arbejdsplads. Bachrach indrømmer, at ikke enhver form for deltagelse vil have positive virkninger, men han mener, at problemerne kan løses først og fremmest på to måder:
- For det første må deltagerne have nogenlunde lige stor magt, for herved undgår man, at deltagelsen bliver et redskab for manipulation for de mere magtfulde.
- For det andet må forskellige interesser være repræsenteret inden for den gruppe, der skal træffe beslutninger, for herved modvirkes faren for konformitet.

Bachrach så ikke ejendomsforholdene som afgørende for indførelsen af demokrati på arbejdspladsen. Snarere så han sondringen mellem kapitalisme og socialisme som uvedkommende i den sammenhæng. Det afgørende er spørgsmålet om magt, ikke om produktion og fordeling. Bachrach synes således at anse spørgsmålene om magt på den ene side og ejendomsret på den anden som klart adskillelige i såvel teori som praksis.
Mens man kan sige, at de radikale demokrater i deres kritik af de demokratiske revisionister står som forsvarere af den traditionelle demokratiopfattelse, så er det klart, at de flytter vægten andetsteds hen i deres egen vision. Når Bachrach ikke afviser, at nøglespørgsmål i statsledelsen ("key governmental decisions") må afgøres af et fåtal, men bestrider, at dette skulle hindre en demokratisering på en række andre områder, først og fremmest på arbejdspladsen, så er det klart, at han derved betoner andre (økonomisk og politisk mindre omfattende) magtstrukturer, hvis beslutninger uundgåeligt vil virke tilbage på helheden. Samtidig kan man diskutere, om han ikke derved fjerner for stor en del af befolkningens opmærksomhed fra de overordnede statsledelses-spørgsmål til fordel for det nære, nemlig den egne arbejdsplads, og derved i sin konsekvens nærmer sig de demokratiske revisionister, nemlig at de store samfundsspørgsmål alligevel afgøres af en ret lille elite uden deltagelse fra den brede befolkning.

### Demokrati eller polyarki?
I forlængelse af de debatter, der har udspillet sig mellem "demokratiske revisionister" og "radikale demokrater" i tiden efter 2. verdenskrig har der udviklet sig en kritisk analyse af hvorvidt, demokrati overhovedet lader sig virkeliggøre i et sammensat samfund. En hovedkraft i denne kritik er Robert A. Dahl, der ved analyser af de stedlige magtforhold i New Haven, Connecticut i USA kom frem til, at samfundet består af ulige magtgrupper eller eliter, som indbyrdes kæmper om magten og i denne kamp dels efter evne bekæmper hinanden, dels samarbejder eller samvirker i mangel af bedre. Denne tilstand, der ikke kan kaldes demokratisk i gængs forstand, betegner Dahl som polyarki eller pluralisme. Tesen om polyarkiet som samtidens styreform fremsattes med styrke i bogen Who Governs? i 1961, hvor han ved ovennævnte case-study finder sin tese bekræftet.
Begrundelsen for denne udvikling finder han i den forandring, der fandt sted ved overgangen fra selvstyre i små bystater til en fælles, mere eller mindre repræsentativ (national) regering. Dahl mener, at der ved denne samfundsændring, hvor sammenpasning af hensynet til rumlige, etniske, racebetingede, religiøse, ideologiske, beskæftigelsesbetingede med flere forhold, der gør sig gældende i et mangfoldigt samfund, i virkeligheden sker en undergravning af demokratiet som opnåeligt mål. I stedet bliver polyarkiet den samfundsform, som beslutningsprocesserne finder sted under.
I bogen Democracy and Its Critics fra 1989 gør Dahl sig til talsmand for, at demokrati i et moderne samfund er en utopi, et uopnåeligt mål: intet moderne samfund kan være helt demokratisk. I stedet opstilles 5 retningslinjer for hvorledes, man vil kunne "måle" graden af demokrati:
1. Effektiv deltagelse – Borgerne skal have tilstrækkelige og lige muligheder for at danne deres mening og fremsætte denne i det offentlige forum, herunder muligheden for at bringe et emne på bane.
2. Lige beslutningsdeltagelse – Hver borger må være forvisset om, at vedkomnes bedømmelse af en sag vil blive anset at være lige så meget værd og veje lige så tungt som enhver anden borgers.
3. Informationstilgængelighed – Borgere må sikres lige muligheder for at skaffe sig indsigt og sikre sig, at en given beslutning vil være den bedst mulige under hensyn til deres egeninteresse.
4. Kontrol af agendaen – Befolkningen må have mulighed for at beslutte hvilke politiske emner, der skal bringes på dagsordenen og ud til beslutning.
5. Medregnethed – Forholdene må være lige for alle borgere i samfundet. Enhver har en sikret "borgerret" til deltagelse i den politiske proces.

I stedet for det klassiske demokratis ideal er moderne samfund "polyarkier", der har valgte ledere, valgt ved frie og fair valg, samme ret til at lade sig opstille for at blive valgt, ytringsfrihed, ret til at skaffe sig anden information end den af de siddende magthavere fremsatte og frihed til at danne egne grupper (associational autonomy), ifølge Dahl, realistisk set det nærmeste, man kan komme realisering af det demokratiske ideal. De anførte forhold udgør et stort gode i samfundet, idet de udgør flere ulige centre for magtudøvelse (multiple centers of political power), der holder hinanden i skak og modvirker magtmisbrug.
Dahl har peget på syv institutioner, som hver for sig er nødvendige betingelser for, at man kan tale om et polyarki (rettelig et repræsentativt demokrati). De syv institutioner kan ses som to dimensioner, nemlig:
- rammer for demokratisk deltagelse, og
- befolkningens faktiske deltagelse[60]

Det af Dahl benyttede demokratibegreb er altså todimensionalt. En forudsætning for udviklingen af et sådant demokrati er opfyldelsen af de tre grundbetingelser:
- Der er konkurrence mellem personer og grupper (især politiske partier) om alle væsentlige politiske poster, med regelmæssige mellemrum, og uden brug af vold og tvang. Nogle forfattere peger på en egentlig politisk opposition som en nødvendig forudsætning for at kunne tale om et politisk demokrati.
- Der er ingen (eller i hvert fald kun helt ubetydelige) begrænsninger i befolkningens adgang til politisk deltagelse, når der vælges ledere og træffes politiske afgørelser, i det mindste i form af regelmæssige, frie og retfærdige valg, hvorfra ingen betydningsfuld gruppe (af voksne) er udelukket.
- Der udvises respekt – ikke kun i ord, men også i gerning – for frihedsrettigheder og politiske rettigheder (såsom ytringsfrihed, pressefrihed, forsamlings- og organisationsfrihed og valgret) i et omfang, der sikrer både meningsfuld politisk konkurrence og deltagelse.

Dahl finder således, at hvis og når disse betingelser er opfyldte, så kan man tillade sig at sige, at samfundsforholdene opfylder demokratiske betingelser.
Det er tankevækkende, at Dahl ikke ser vanskeligheder i, at den klassiske forudsætning for demokratiets udøvelse – en homogen befolkning – ikke opfyldes. Dette er så meget mere påfaldende som, at tidligere stater med heterogene befolkninger (således den danske helstat, Det Osmanniske Rige, Østrig-Ungarn, Det tyske kejserrige, Zar-Rusland, Sovjetunionen, Jugoslavien, Tjekkoslovakiet) alle brød sammen på grund af denne heterogenitet, ligesom demokratiet reelt ikke fungerede under nogen af disse styrer. Dahl drager ikke den slutning, at en sådan heterogen tilstand overhovedet er uønskelig, men søger alene at gøre den tålelig ved at give den et "demokratisk" skin.
Dahl forsvarer sin fremgangsmåde med, at den giver et mere virkelighedsnært billede af styret i vestlige "demokratiske" lande og derfor tillige er et bedre redskab for undersøgelse af disse. Men samtidig giver han indtryk af, at denne samfundsorden med rimelighed kan anses som demokratisk i stedet for at spørge, om dette er tilfældet og hvis ikke, på hvilken måde sådanne samfund afviger fra demokratiet.

## Voksende afstand mellem folket og dets repræsentanter
Siden 1970 har samfundsudviklingen i mange vesteuropæiske lande vist, at samtidens politikere har valgt at fremme en mere heterogen og dermed mere splittet tilstand i deres lande. Denne politik kan opfattes som et forsøg på fra de folkevalgte repræsentanters side at tilrane sig mere magt på bekostning af de menige borgeres indflydelse. Når samfundet bliver mindre homogent i sin sammensætning, bliver det lettere at argumentere sine beslutninger med hensynet til særlige grupper eller med, at der ikke findes tilstrækkelig enighed i befolkningen til at træffe en bestemt beslutning, hvorfor de folkevalgte har måttet vælge den beslutning, de selv fandt bedst i den givne situation. En sådan linje vil imidlertid skabe risiko for modsætninger mellem befolkningen og de folkevalgte repræsentanter, enten i form af dannelse af nye politiske partier eller folkebevægelser. eller ved, at befolkningen hvis og når den gives mulighed for ved folkeafstemning at tilkendegive sit standpunkt i en omtvistelig sag demonstrativt stemmer anderledes, end de folkevalgte repræsentanter havde henstillet. Som eksempel på dette sidste kan nævnes den schweiziske folkeafstemning om forbud mod minareter i december 2009. Storbritanniens folkeafstemning om udmeldelse af EU i 2016, normalt omtalt som Brexit, er et andet eksempel på, at befolkningen stemte mod de anbefalinger, som de ledende politikere havde givet.

### Politiske tiltag for at svække demokratiet
Det er påfaldende, at den politiske reaktion fra de folkevalgte ikke altid har været at ændre opfattelse og erkende, at de i det pågældende spørgsmål ikke var i overensstemmelse med befolkningsflertallet, men i stedet at tage skridt til at forhindre befolkningen i at give sin mening til kende ved folkeafstemninger ved simpelthen at forhindre disse . Det er ligeledes påfaldende, at det ofte er i spørgsmål om sikringen af samfundsmæssig homogenitet, at befolkningen og de folkevalgte repræsentanter har uoverensstemmende opfattelse.
En anden tendens, som har været debatteret er det postfaktuelle demokrati, som defineres som en demokratiform, hvor politikerne afviser valide data og spreder falske rygter om hinanden, blandt andet på de sociale medier. Den amerikanske valgkamp i 2016, i særlig grad Donald Trumps kampagne er blevet tolket som et udtryk for denne tendens:
"Det er ikke kun positivt, at strømmen af information kan flyde uredigeret rundt på internettet – det giver også en dubiøs politiker som Donald Trump mulighed for at styre sin kampagne via løgn og manipulation."
Andre forskere har påpeget, at manipulation ikke er en ny tendens i de politiske partiers positionering, hvorfor "postfaktuel" er en tvivlsom betegnelse for fænomenet.

### Usvækket opbakning i befolkningen
Det er værd at bemærke, at uanset forskernes konstatering af, at tilsyneladende kun en begrænset del af befolkningen rent faktisk deltager i valg, så var hverken befolkningens interesse for samfundets anliggender eller deres vilje til at fastholde den ydre ramme for den demokratiske manifestation svækket i år 2000. Folk deltager i debatter om tidens samfundsspørgsmål nu mere end nogensinde før, fremmet af blandt andet internettets muligheder, og de møder fortsat op for at tilkendegive deres holdning, hvis de folkevalgte politikere i en given sammenhæng ikke tilstrækkeligt tager hensyn til denne. Demokrati som livsholdning er så stærk som nogensinde.[kilde mangler]

## Spørgsmålet om måden for udbredelse af demokratiet
Efter 2. verdenskrig og den i forlængelse heraf skete afvikling af de gamle koloniimperier har der i Europa og den vestlige verden udviklet sig tanker om en udbredelse af demokratiet gennem nationsbygning blandt andet ved forsøg på at bringe internationale organisationer som FN ind som medvirkende ved udbredelsen af demokratiet. Erfaringer fra stater dannede efter 1945 som Sudan, Kosovo, Irak og Afghanistan antyder imidlertid, at det er vanskeligt at opnå befolkningens støtte til tilstedeværelsen af internationale sikkerhedsstyrker. Demokrati kan ikke påtvinges.
Zygmunt Bauman har blandt andet analyseret "globaliseringens" paradokser og argumenteret for, at udbredelsen af kommunikationsmidler skaber et paradoks mellem kapitalkoncentration på den ene side og nødvendigheden af lokal stabilitet på den anden side. Den transnationale kapital kræver en vis stabilitet i regimerne, blandt andet for at kunne opnå sit forventede afkast. Større folkelige opstande med krav om reformer kan derfor udløse et pres mod totalitære regimer fra det internationale samfund. I flere lande med totalitære eller autoritære regimer, således i 2011 i Tunesien , Egypten og Libyen, har erklærede demokratiske bevægelser ved omfattende demonstrationer fået international støtte til deres krav om demokratiske reformer, selv om de i befolkningen upopulære magthavere tidligere har nydt det internationale samfunds opbakning. Erfaringerne fra blandt andet den iranske revolution i 1978 viser dog, at der ingen sikkerhed er for, at en demokratisk motiveret folkerørelse ikke kan bane vejen for et nyt totalitært styre.